# El Quijote
El Quijote ist eine Ortschaft in Uruguay.

## Geographie
Sie befindet sich auf dem Gebiet des Departamento Maldonado in dessen Sektor 6. Nahegelegene Orte sind westlich Canteras de Marelli und Parque Medina im Norden.

## Einwohner
El Quijote hatte 2011 zehn Einwohner, davon sieben männliche und drei weibliche. Für die vorhergehenden Volkszählungen der Jahre 1963, 1975, 1985, 1996 und 2004 sind beim Instituto Nacional de Estadística de Uruguay keine Daten erfasst worden.
| Jahr | Einwohner |
| ---- | --------- |
| 1996 | -         |
| 2004 | -         |
| 2011 | 10        |

Quelle: Instituto Nacional de Estadística de Uruguay